# Leb’ wohl, Christina
Leb’ wohl, Christina (Arbeitstitel: Umarmt das Leben!) ist ein deutscher Spielfilm aus dem Jahre 1945. Unter der Regie von Gustav Fröhlich spielt Willy Birgel die Hauptrolle eines Schulleiters. Der Film blieb unvollendet. Das Drehbuch entstand nach der Novelle Umarmt das Leben (1940) von Fritz von Woedtke.

## Handlung
Handlungsort ist ein Jungen- und Mädchen-Internat, das von einem Dr. Petersen, der vom Prinzip der Koedukation zutiefst überzeugt ist, geleitet wird. Denn Petersen hält viel vom Wettstreit der Geschlechter; er meint, dass sich das nur günstig auf aller Leistungen auswirken könne. Einiges Tages kommen Petersen die eigenen Gefühle in die Quere, denn er hat sich in die bildhübsche Schülerin Christina verliebt. Sie gilt als Klassen-„Königin“, da sie von allen Jungs umschwärmt wird. Auch ihr neuer Mitschüler Hans Holst hat mehr als nur ein Auge auf sie geworfen. Hans freundet sich derweil mit dem Zimmermitbewohner Niki an, der allerdings hin und wieder gern über Christina lästert, was in solchen Momenten zu Missstimmungen führt. Er selber steht offensichtlich eher auf reifere Damen wie etwa die bekannte Sängerin Julia von Gallas, die er beim anstehenden Gastspiel in der nächstgelegenen Stadt unbedingt sehen und hören möchte. Hans hingegen hat eine ganz andere Sorge: ihm ist es nicht verborgen geblieben, dass offensichtlich auch sein Schulleiter Interesse für Christina bekundet. Er will der Sache nachgehen, dringt in Dr. Petersens Arbeitszimmer ein und entwendet einen von Christina an ihn gerichteten Brief. Petersen bemerkt diesen „Einbruch“, da er dort Hans‘ Taschenlampe gefunden hat. Anstandslos gibt er dem Jungen sein Leuchtwerkzeug bei nächster Gelegenheit zurück.
Durch sein Vorgehen ist Hans Holst aber in Verdacht geraten, Petersens wertvolle Fotokamera gestohlen zu haben, die seitdem fehlt. Hans weiß, dass Niki sie sich kurz „ausgeliehen“ hat, um beim anstehenden Theaterbesuch Aufnahmen von Julia zu machen, verrät ihn aber nicht. So steht Hans weiterhin unter Verdacht und wird von dem sportlichen „Großereignis“ des Internats, der alljährlichen Segelregatta, ausgeschlossen. Am nächsten Tag ist es Julia von Gallas, die im Internat erscheint und den entliehenen Fotoapparat zurückbringt. In Wahrheit ist sie nämlich niemand anderes als Nikis Mutter.
Bald heißt es für Christina Abschied nehmen, sie wird das Internat verlassen. Im besagten Brief an Dr. Petersen hat sie dem sehr viel älteren Schulleiter ihre Liebe gestanden. Als sie sich auch von Hans, der Zeuge ihrer mündlichen Liebesbeteuerung geworden ist, verabschieden will, bleibt dieser unauffindbar. Hans wird zugetragen, dass Christina eigentlich gar nicht fortfahren wollte, ohne sich von ihm zu verabschieden, und so saust er zum Flugplatz, um Christina im letzten Moment abzufangen. Durch den Absperrzaun reichen sich beide die Hand. Es heißt „Leb wohl, Christina“ zu sagen, denn aus dem Schulmädchen ist eine junge Frau geworden, die sich für Petersen entschieden hat. Als Hans seinen Schulleiter direkt mit der Frage konfrontiert, ob er gedenke, Christina zu heiraten, antwortet dieser mit einem kurzen „Ja“. Hans ist bereit, diese Entscheidung der Liebenden zu akzeptieren.

## Produktionsnotizen
Die Dreharbeiten begannen am 20. Juni 1944 mit den Außenaufnahmen auf der Insel Mainau am Bodensee. Bei Ende des Zweiten Weltkriegs befand sich der Film in der Musik-Synchronisation.
Die Bauten stammen von Willy Schiller, die Kostüme von Hildegard Ordnung. Herstellungsgruppenleiter Herbert Engelsing übernahm auch die Produktions- und Herstellungsleitung.

## Kritik
Da der Film keine Aufführung erlebte, existieren auch keine Kritiken.